# VBC Steinhausen
Der VBC Steinhausen (Volleyball Club Steinhausen) ist ein schweizerischer Volleyballverein aus Steinhausen ZG. Er ist Mitglied bei SwissVolley und spielt zurzeit in der regionalen Meisterschaft des Innerschweizer Volleyballverbandes (svri) mit vier Damen-, einer Herren- und zwei Juniorinnenteams (U23). Zudem gibt es Trainingsgruppen in den verschiedenen Altersklassen (von U11 bis U19).
Nach langjähriger Zugehörigkeit zum Damenturnverein Steinhausen hat sich die Volleyball-Abteilung am 27. Mai 1997 verselbständigt und einen eigenen Verein gegründet. Mit ca. 150 Mitgliedern in diversen Teams bestimmt der VBC Steinhausen das regionale Volleyballgeschehen aktiv mit.
Es ist ein erklärtes Ziel der Verantwortlichen des VBC Steinhausen, einen gesunden Aufbau in der Vereinsstruktur zu erreichen, weshalb starkes Gewicht auf die Ausbildung und Förderung der jungen Volleyballerinnen gelegt wird: So ermöglicht der VBC Steinhausen bereits jungen Volleyball-Interessierten den Einstieg in diesen Sport. In fünf Trainingsgruppen (U11, U13, U15, U17 und U19) werden die jüngsten Mitglieder, in den Volleyballsport eingeführt, bzw. gefördert. Aktuell zwei Juniorinnen-Teams mit unterschiedlichem Leistungsniveau (1. und 2. Liga) ermöglichen den Spielerinnen aus den U-Teams, welche ein bestimmtes Leistungsniveau erreicht haben, ihre Volleyballerfahrungen weiterzuentwickeln und auszubauen. Dabei sollen die Grundsteine für einen späteren, eventuell auch parallelen Einsatz in einem der Damenteams gelegt werden.

## Teams
Der VBC Steinhausen bestreitet folgende Hallenmeisterschaften
Damen
- 3. Liga
- 4. Liga
- 5. Liga
- Easy League

Herren
- Easy League

Juniorinnen
- U23 1. Liga
- U23 2. Liga
- U19, U17, U15, U13 und U11 in Turnierform

## Beachvolleyball
Der VBC Steinhausen ist ausschliesslich im Indoor-Volleyball aktiv. Trotzdem sind aus dem Verein bekannte Beachvolleyballerinnen hervorgegangen, Nina Brunner und Nicole Eiholzer.